# Дом и лепота
„Дом и лепота“ је југословенски филм из 1971. године. Режирао га је Миленко Маричић, а сценарио је писао Вилијам Самерсет Мом.

## Улоге
| Глумац                | Улога |
| --------------------- | ----- |
| Вера Чукић            |       |
| Рахела Ферари         |       |
| Раде Марковић         |       |
| Бранко Плеша          |       |
| Никола Симић          |       |
| Данило Бата Стојковић |       |
| Бранка Веселиновић    |       |